# 平本一雄
平本 一雄（ひらもと かずお、1944年9月29日- ）は、日本の都市計画家・都市工学者。東京都市大学名誉教授。総務省地域づくり懇談会元委員。日本都市計画学会元評議員。日本観光計画学会元理事。日本建築学会建築物の社会的責任小委員会2006委員。元三菱総合研究所取締役。

## 略歴
岐阜県大垣市出身。1968年大阪工業大学工学部建築学科卒業。1970年京都大学大学院工学研究科建築学専攻修士課程修了。1986年「都市総合計画の策定支援手法に関する研究」で工学博士（京都大学）。三菱総合研究所で都市経営部長、取締役・人間環境研究本部長を歴任。2000年東京大学先端科学技術研究センター都市環境システム分野客員研究員、2003年東京工科大学メディア学部教授などを経て、武蔵工業大学（現：東京都市大学）に着任し、2009年東京都市大学都市生活学部教授・学部長などを歴任。2015年退職、同大学名誉教授。退職後は、明治大学大学院ガバナンス研究科の講師も務めた。
東京臨海副都心、ソウル市街地再開発、マレーシア情報都市の都市プランニングなど様々なプロジェクトの企画、事業化推進に従事した。

## 著書
- 『「Tokyo」はビジネス王国 都市が"兆円産業"を発想する』東洋経済新報社 1986
- 『東京これからこうなる』PHP研究所 1988
- 『超国土の発想』講談社ビジネス 1990
- 『新たなる都市空間』21世紀の地方自治戦略 ぎょうせい 1993
- 『自由時間社会の文化創造』21世紀の地方自治戦略 ぎょうせい 1993
- 『世界の都市ー5大陸30都市の年輪型都市形成史』彰国社 2019
- 『臨海副都心物語 「お台場」をめぐる政治経済力学』中公新書 2000

### 共編著
- 『「図説」2001年東京圏の豊かさと不安』三菱総合研究所都市経営部共著 PHP研究所 1991
- 『快適環境社会の形成』編著 ぎょうせい(自治体・地域の環境戦略 1994
- 『高度情報化と都市・地域づくり』編著 ぎょうせい(新時代の都市計画 1999
- 『環境共生の都市づくり』編著 ぎょうせい(新時代の都市計画 2000
- 『東京プロジェクト "風景"を変えた都市再生12大事業の全貌』編著,東大都市工都市再生研究会, 東京工科大都市メディア研究会著 日経BP社 2005

## 論文
- CiNii>平本一雄